# Заболотняя, Людмила Фёдоровна
Людмила Фёдоровна Заболотняя (в браке — Золотарёва; род. 8 июля 1960, Валерьяновка, Кустанайская область) — советская биатлонистка, чемпионка и серебряный призёр чемпионата мира, неоднократная чемпионка и призёр чемпионатов СССР. Мастер спорта СССР международного класса (1981). По окончании спортивной карьеры — учитель физкультуры, работает в Муниципальном бюджетном общеобразовательном учреждение города Кургана «Центр образования».

## Биография
Людмила Фёдоровна Заболотняя родилась 8 июля 1960 года в селе Валерьяновка Ново-Ильинского сельсовета Тарановского района Кустанайской области Казахской ССР, ныне село входит в Новоильиновский сельский округ (каз. Новоильин ауылдық округі) района Беимбета Майлина Костанайской области Республики Казахстан. По другим (ошибочным?) данным родилась 12 января 1960 года.
В <каком?> году переехала в город Лисаковск Кустанайской области.
В 1977 году окончила школу № 2 города Лисаковска. Занималась волейболом, баскетболом, авторалли, экстремальными видами спорта, была чемпионкой Казахской ССР по мотокроссу. В городе Лисаковске первый тренер по лыжным гонкам был  Юрий Иванович Редреев.
В 1978 году по приглашению заместителя председателя Курганского областного совета «Динамо» Ивана Фёдоровича Васильева приехала в город Курган Курганской области РСФСР. Работала в следственном изоляторе, выступала за «Динамо» в лыжных гонках. Личный тренер — Владимир Владимирович Гаинцев.
Окончила Курганский государственный педагогический институт. Представляла спортивное общество «Динамо» и город Курган.
В 1979 году стала победительницей международных соревнований «За дружбу и братство» (Болгария) (выиграла все гонки: 5 километров, 7,5 километров и эстафету). В 1981 году одержала победу на международных соревнованиях в Германии в индивидуальной гонке и в эстафете, за что получила звание Мастер спорта СССР международного класса.
В 1981 году стала победительницей индивидуальной гонки на дистанции 7,5 км с двумя огневыми рубежами, впервые проведённой в рамках чемпионатов СССР. В 1981 и 1982 годах завоёвывала серебряные медали в эстафете, а в 1983 году в этой дисциплине стала чемпионкой страны. В 1984 году стала бронзовым призёром в индивидуальной гонке (10 км) и серебряным — в эстафете, а в 1985 году выиграла бронзу в эстафете. По другим сведениям, является пятикратной чемпионкой СССР[уточнить].
В 1984 году участвовала в первом в истории чемпионате мира по биатлону среди женщин во французском Шамони. В индивидуальной гонке завоевала серебряные медали, уступив Венере Чернышовой, в спринте заняла четвёртое место, а в эстафете вместе с Кайей Парве и Чернышовой стала чемпионкой мира.
По окончании спортивной карьеры, с 1985 года работает учителем физкультуры. Начинала преподавательскую деятельность в школе № 7, затем в вечерней школе № 13. В настоящее время работает в Муниципальном бюджетном общеобразовательном учреждении города Кургана «Центр образования» (создан 22 июня 2011 года путем слияния муниципального общеобразовательного учреждения города Кургана «Вечерняя (сменная) общеобразовательная школа № 21» и муниципального образовательного учреждения «Межшкольный учебный комбинат». На основании постановлений Администрации города Кургана от 28 марта 2013 года № 2399 и 5 апреля 2013 года к МБОУ «ЦО» присоединены МБОУ «О(С)ОШ № 13» и МБОУ «О(С)ОШ № 6»).
15 декабря 2013 года участвовала в эстафете олимпийского огня зимних Олимпийских игр 2014 года, несла факел в Кургане.
Принимает участие в ветеранских соревнованиях по лыжному спорту.

## Награды
- Мастер спорта СССР международного класса по биатлону, 1981 год
- Нагрудный знак «Отличник физической культуры и спорта России», <когда?>
- Кандидат в мастера по пяти видам спорта <Каким и когда?>

## Семья
После окончания спортивной карьеры Заболотняя вышла замуж, сменила фамилию на Золотарёва, родила дочь Евгению.